# Graffenrieda santamartensis
Graffenrieda santamartensis är en tvåhjärtbladig växtart som beskrevs av John Julius Wurdack. Graffenrieda santamartensis ingår i släktet Graffenrieda och familjen Melastomataceae.
Artens utbredningsområde är Colombia. Inga underarter finns listade i Catalogue of Life.